# Bosnia ed Erzegovina ai Giochi della XXXI Olimpiade
La Bosnia ed Erzegovina ha partecipato ai Giochi della XXXI Olimpiade, che si sono svolti a Rio de Janeiro, Brasile, dal 5 al 21 agosto 2016.

## Delegazione
| Sport            | Uomini | Donne | Totale |
| ---------------- | ------ | ----- | ------ |
| Atletica leggera | 4      | 1     | 5      |
| Judo             | 0      | 1     | 1      |
| Tiro             | 0      | 1     | 1      |
| Nuoto            | 1      | 1     | 2      |
| Tennis           | 2      | 0     | 2      |
| Totale           | 7      | 4     | 11     |

## Risultati

### Atletica leggera
| Q | Qualificato al turno successivo per la posizione in qualificazione                                                           |
| q | Qualificato per il turno successivo per ripescaggio o, negli eventi su campo, conquistando la misura minima per qualificarsi |

#### Maschile
Eventi di corsa su pista e strada
| Atleta    | Evento | Batteria  | Batteria  | Semifinale | Semifinale | Finale    | Finale    |
| Atleta    | Evento | Risultato | Posizione | Risultato  | Posizione  | Risultato | Posizione |
| --------- | ------ | --------- | --------- | ---------- | ---------- | --------- | --------- |
| Amel Tuka | 800 m  | 1'45"72   | 2° Q      | 1'45"24    | 3° Q       | 1:44:24 3 | 1:44:24 3 |

Eventi su campo
| Atleta      | Evento         | Qualifica | Qualifica | Finale          | Finale          |
| Atleta      | Evento         | Distanza  | Posizione | Distanza        | Posizione       |
| ----------- | -------------- | --------- | --------- | --------------- | --------------- |
| Hamza Alić  | Getto del peso | 19,48 m   | 26°       | non qualificato | non qualificato |
| Kemal Mešić | Getto del peso | 18,78 m   | 30°       | non qualificato | non qualificato |
| Mesud Pezer | Getto del peso | 19,55 m   | 24°       | non qualificato | non qualificato |

#### Femminile
Eventi di corsa su pista e strada
| Atleta        | Evento   | Finale    | Finale    |
| Atleta        | Evento   | Risultato | Posizione |
| ------------- | -------- | --------- | --------- |
| Lucija Kimani | Maratona | 2h 58'22" | 116ª      |

### Judo
Femminile
| Atleta       | Evento | 16-esimi             | Ottavi                               | Quarti               | Semifinali           | Ripescaggio          | Med. bronzo          | Finale               | Posizione       |
| Atleta       | Evento | Avversario Risultato | Avversario Risultato                 | Avversario Risultato | Avversario Risultato | Avversario Risultato | Avversario Risultato | Avversario Risultato | Posizione       |
| ------------ | ------ | -------------------- | ------------------------------------ | -------------------- | -------------------- | -------------------- | -------------------- | -------------------- | --------------- |
| Larisa Cerić | +78 kg | Bye                  | N. Cheikh Rouhou (TUN) P (000-100) S | non qualificata      | non qualificata      | non qualificata      | non qualificata      | non qualificata      | non qualificata |

### Nuoto
Maschile
| Atleta           | Evento              | Batterie | Batterie   | Finale          | Finale          |
| Atleta           | Evento              | Tempo    | Classifica | Tempo           | Classifica      |
| ---------------- | ------------------- | -------- | ---------- | --------------- | --------------- |
| Mihajlo Čeprkalo | 1500 m stile libero | 15'31"62 | 37º        | non qualificato | non qualificato |

Femminile
| Atleta       | Evento         | Batterie | Batterie   | Semifinali      | Semifinali      | Finale          | Finale          |
| Atleta       | Evento         | Tempo    | Classifica | Tempo           | Classifica      | Tempo           | Classifica      |
| ------------ | -------------- | -------- | ---------- | --------------- | --------------- | --------------- | --------------- |
| Amina Kajtaz | 100 m farfalla | 1'01"67  | 35ª        | non qualificata | non qualificata | non qualificata | non qualificata |

### Tennis
Maschile
| Atleta        | Evento  | 32-esimi                         | 16-esimi             | Ottavi               | Quarti               | Semifinali           | Finale               | Pos.            |
| Atleta        | Evento  | Avversario Risultato             | Avversario Risultato | Avversario Risultato | Avversario Risultato | Avversario Risultato | Avversario Risultato | Pos.            |
| ------------- | ------- | -------------------------------- | -------------------- | -------------------- | -------------------- | -------------------- | -------------------- | --------------- |
| Mirza Bašić   | Singolo | J. Mónaco (ARG) P 0-2 (2-6, 2-6) | non qualificato      | non qualificato      | non qualificato      | non qualificato      | non qualificato      | non qualificato |
| Damir Džumhur | Singolo | D. Sela (ISR) P 0-2 (4-6, 4-6)   | non qualificato      | non qualificato      | non qualificato      | non qualificato      | non qualificato      | non qualificato |

### Tiro a segno/volo
Femminile
| Atleta            | Evento                      | Qualificazione | Qualificazione | Finale          | Finale          |
| Atleta            | Evento                      | Punteggio      | Classifica     | Punteggio       | Classifica      |
| ----------------- | --------------------------- | -------------- | -------------- | --------------- | --------------- |
| Tatjana Đekanović | Carabina 10m aria compressa | 410,8          | 35ª            | non qualificata | non qualificata |